# 梅賽施密特KR175
梅賽施密特KR175（德語：Messerschmitt KR175）迷你車（1953–1955）是梅賽施密特公司按照1952年與弗里茨·芬德的協議製造的第一部車輛。即使並沒有體現在實際設計中，在概念上，它是弗里茨·芬德殘疾人專用車的改進版本。在1956年被梅賽施密特KR200替代之前，KR175大約生產了15000輛。

## 歷史
在二戰後，梅賽施密特一時被禁止生產飛機，只能將資源投入到其它產品的製造。1952年，弗里茨·芬德帶著他製造小型汽車的想法與梅賽施密特進行接觸，這一小型汽車的設計是基於他的弗里茨·芬德殘疾人專用車。
芬德的第一輛投入生產的汽車就是梅賽施密特雷根斯堡工廠生產的KR175。KR是德語＂Kabinenroller＂的縮寫，意為＂有駕駛艙的小型摩托車＂。KR175在保持使用梅賽施密特的名字以及標誌的同時，後來又成立了名為雷根斯堡鋼鐵和金屬建築的獨立公司來負責生產與銷售。
在最初的一批KR175製造時遇到了問題，導致1953年4月到6月的生產中出現70項設計修改。KR200為KR175的衍生型，並於1955替代KR175。

## 引用來源
1. 1 2  Microcar Museum: 1954 Mivalino
2. ↑  Wagner, p.166
3. 1 2 3 4 5  Wagner, p.167